# Ofiara mszalna
Ofiara mszalna, stypendium mszalne – w Kościele katolickim zwyczaj wynagrodzenia materialnego (zwykle pieniężnego) za odprawienie mszy w określonej intencji. Sposób przyjmowania ofiar mszalnych reguluje Kodeks prawa kanonicznego (kan. 945–958).
Ofiara mszalna jest podstawowym i gwarantowanym prawem kanonicznym, wynagrodzeniem przewidzianym dla księży, dlatego w imię troski o dobra materialne Kościoła (→ Przykazania kościelne) zaleca się, by każdy proszący o mszę w konkretnej intencji złożył jakąkolwiek ofiarę materialną. Ksiądz odprawiający mszę ma więc prawo zatrzymać dla siebie ofiarę złożoną za odprawioną mszę. Gdyby jednak w ciągu dnia ksiądz odprawiał kilka mszy to wolno mu zatrzymać jedynie ofiarę z jednej - dowolnie wybranej. Ofiary związane z pozostałymi intencjami musi przeznaczyć na cel wskazany przez ordynariusza. Wyjątek od tej reguły stanowi jedynie Uroczystość Bożego Narodzenia.
Ksiądz, przyjmując ofiarę mszalną, jest zobowiązany do odprawienia mszy w intencji, nawet gdyby z przyczyn niezależnych owo wynagrodzenie przepadło. Nie wolno jednak księdzu przyjmować ofiar za intencje mszalne, gdy odprawienie mszy nie jest możliwe w ciągu roku.
Przyjąwszy ofiarę za odprawienie mszy w wyznaczonej intencji, ksiądz nie ma prawa przyjmować intencji od innych dla tej samej mszy. Odprawienie mszy w kilku intencjach złożonych przez kilku ofiarodawców jest wyjątkowo możliwe, jeżeli wszyscy ofiarodawcy są uprzednio i jasno powiadomieni o tym fakcie i zgadzają się dobrowolnie aby ich ofiara kumulowała się z innymi. Ze względu na liczne nadużycia Kongregacja ds. Duchowieństwa opublikowała 1991 roku dekret Mos iugiter, w którym ograniczyła zgodę do odprawiania mszy ze skumulowanymi intencjami do dwóch w tygodniu.    
Przyjmujący ofiarę mszalną, ksiądz ma prawo powierzyć odprawienie mszy w oznaczonej intencji komu innemu. Wówczas ofiara mszalna należna jest temu, który mszę odprawił. Koncelebrujący mszę, jeśli nie ma własnej intencji nie może korzystać z ofiary innych.
Episkopat, ordynariusz lub władze prowincji zakonnej mają prawo wydać dekret ustalający wysokość ofiary mszalnej. Dekret taki oznacza, że nie wolno księdzu domagać się wyższej ofiary niż wskazana. Ma natomiast obowiązek odprawienia mszy, nawet gdyby ofiara była mniejsza. Ma również prawo przyjąć wyższą ofiarę od wskazanej w dekrecie, wyłącznie jeśli jest taka dobrowolna wola ofiarodawcy.
Jeżeli złożona ofiara jest wysoka, a ofiarodawca nie określi wyraźnie ilu mszy dotyczy, wówczas przyjmujący ofiarę powinien odprawić tyle mszy w wyznaczonej intencji ile określi na podstawie przyjętej ofiary i zwyczajowo przyjmowanych na terenie zamieszkania ofiarodawcy.
Każdy ksiądz powinien odprawiać msze w określonych intencjach również nie otrzymawszy żadnej ofiary, zwłaszcza jeżeli dotyczy to ubogich. Zobowiązani są do tego prawem proboszczowie, którzy w niedzielę powinni odprawić mszę w intencji swoich parafian. Za mszę tę nikt nie składa ofiary.
Proboszczowie i rektorzy kościołów zobowiązani są do prowadzenia szczegółowych zapisów dotyczących ofiar. Zapisy te powinny zawierać informacje o przyjętych intencjach, wysokości złożonych ofiar oraz o czasie odprawienia mszy. Zapisy, o których mowa podlegają corocznej kontroli ordynariusza.